# De l'or pour les Bleus
De l'or pour les Bleus est le 68e album de la série Les Tuniques bleues, scénarisé par Fred Neidhardt et dessiné par Willy Lambil. Comportant 48 planches, l'album est paru en octobre 2024 chez l'éditeur Dupuis.